# Huttwil
Huttwil es una comuna suiza del cantón de Berna, situada en el distrito administrativo de Alta Argovia. Limita al norte con las comunas de Rohrbach, Auswil y Gondiswil, al este con Ufhusen (LU), al sur con Eriswil, Wyssachen y Dürrenroth, y al oeste con Rohrbachgraben.
Hasta el 31 de diciembre de 2009 se hallaba en el distrito de Trachselwald.